# Presidente del Consiglio di Reggenza (Spagna)
Il Presidente del Consiglio di Reggenza è stata una carica istituzionale a cui furono attribuite le funzioni di capo di Stato nel periodo tra la morte del caudillo Francisco Franco e la proclamazione di Juan Carlos Alfonso Víctor María de Borbón y Borbón-Dos Sicilias, a re, con il nome di Juan Carlos I.

## Genesi
Nel 1947 Francisco Franco, proclamò lo Stato Spagnolo monarchia dopo sedici anni dalla sua abolizione, autoproclamandosi reggente e affidandosi l'onere di scegliere chi gli sarebbe succeduto col titolo di re. La scelta ricadde sul principe Juan Carlos, nipote dell'ultimo re prima della proclamazione della repubblica, Alfonso XIII. Al principe e alla sua famiglia fu concesso di rientrare in Spagna dal loro esilio, ed esso fu educato per il suo futuro ruolo istituzionale.

## Storia
Negli anni '60 per il caudillo iniziarono i primi problemi di salute e ciò lo spinse a preparare la sua successione. Il 22 luglio 1969 Franco proclamò ufficialmente Juan Carlos come suo successore. Il 18 luglio 1972 venne pubblicata una nuova legge con la quale si regolava la successione al ruolo di capo di Stato. La legge in questione nei suoi tre articoli prevedeva che dopo la morte del dittatore sarebbe stato istituito un consiglio di Reggenza il cui presidente avrebbe ricoperto la massima autorità dello Stato fino alla proclamazione di Juan Carlos a re.

### La scelta del presidente
Alejandro Rodríguez de Valcárcel y Nebreda (1917-1976) ricoprì importanti ruoli politici nella Spagna franchista fin dall'inizio della dittatura, per cui non fu una sorpresa quando prima della morte del caudillo fu scelto come Presidente del Consiglio di Reggenza. Il Consiglio era formato, oltre che da de Valcárcel y Nebreda, anche da Pedro Cantero Cuadrado (1902 - 1978), arcivescovo della Chiesa Cattolica, e dall'ex-aviatore Angelo Salas Larrazabal (1906 - 1994), tutti importanti esponenti del franchismo.

### La morte di Franco
Il 20 settembre 1975 dopo diversi giorni di coma Francisco Franco morì e Alejandro Rodríguez de Valcárcel y Nebreda divenne capo di Stato in qualità di Presidente del Consiglio di Reggenza. La questione principale durante questo periodo fu la proclamazione del principe Juan Carlos a re per cui quello della reggenza fu solo un breve periodo di transizione che non ebbe particolari conseguenze sulle politiche del Paese.

### La proclamazione del re Juan Carlos I
La reggenza durò solo due giorni, il 22 novembre 1975 Juan Carlos venne proclamato re, Alejandro Rodríguez de Valcárcel y Nebreda cessò le sue funzioni di capo di Stato, lo Stato Spagnolo smise di esistere e venne fondato il terzo Regno di Spagna.